# الطهي في الهواء الطلق

يختلف الطهي في الهواء الطلق اختلافًا كبيرًا عن الطبخ الذي مقرّه المطبخ، وأبرز اختلاف هو إنعدام وجود رقعة مطبخ سهلة التحديد. ترتّب على هذا أن طوّر المعسكرون والرحالة مجموعة كبيرة من التقنيات والمعدات المتخصصة لإعداد الطعام في البيئات الخارجية. ارتبطت هذه التقنيات تقليديًا بالثقافات البدوية مثل البربر في شمال إفريقيا، والبدو العرب، وهنود السهول، والرواد في أمريكا الشمالية، والقبائل الأصلية في أمريكا الجنوبية. وقد جرى صقل هذه الأساليب في العصر الحديث لاستعمالها أثناء الأنشطة الترفيهية الخارجية.

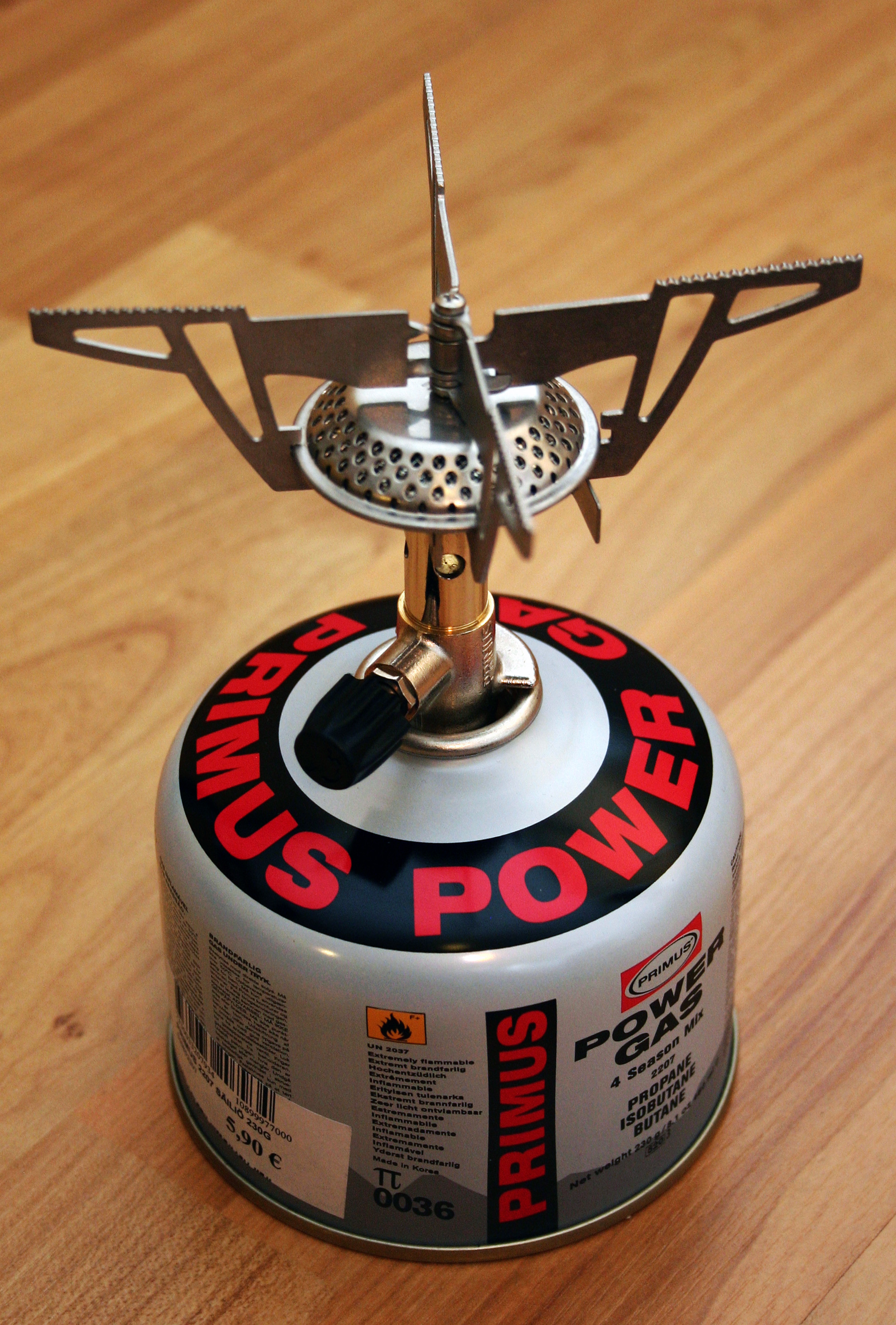
موقد غاز قابل للنقل بخرطوشة

في الوقت الراهن، يتم تنفيذ الكثير من أعمال إدامة تقاليد الطهي في الهواء الطلق وتطويرها في البلدان الغربية بواسطة حركة الكشافة ومعلمي البراري مثل المدرسة الوطنية للقيادة الخارجية وشبكة المغامرات الخارجية (Outward Bound)، بالإضافة إلى الكتّاب والطهاة المرتبطين ارتباطًا وثيقًا بالمجتمع الخارجي.

## الغذاء والوصفات
يختلف نوع الطعام الشائع في الأماكن الخارجية إلى حد ما مقارنة بالأطعمة المنزلية، ويختلف أيضًا اعتمادًا على نوع نشاط الطهي. عندما يكون شخص ما في أحد المخيمات الشعبية ربما يكون وصوله سهلًا إلى متجر بقالة ويكون قادرًا على إعداد الكثير من الوصفات باللحوم الطازجة والخضروات، وإن أحدًا ما في مشوار طويل إلى المناطق النائية لن يكون قادرًا على حمل كميات كبيرة من الطعام الطازج، بسبب الوزن الزائد الناتج عن المحتوى المائي العالي، وسيتعين عليه الاعتماد بشكل كبير على الأطعمة ذات المحتوى المائي المنخفض، مثل اللحوم والخضروات المجففة، وأطعمة التخييم المجففة المعلبة، والنشويات مثل الرامين (حساء المعكرونة اليابانية) وعصيدة من دقيق الذرة، ورقائق البطاطس المجففة. ينتفع خبراء الحياة البرية من كلا الصنفين أحيانًا من الأطعمة البرية المتوفرة محليًا أيضًا، لا سيما الخضروات والفواكه البرية وكذلك أحيانًا الأسماك الطازجة واللحوم البرية؛ بيد أنه من غير المألوف أن يكون طعام التخييم، وخاصة طعام الريف، نباتيًا جزئيًا أو كليًا.
غالبًا ما يكون طعام التخييم غنيًا بالدهون والكربوهيدرات لتوفير الطاقة للمشي لمسافات طويلة، ويجب أن يعتمد المتنزهون (مثل الجنود) بشكل كبير على الوجبات الخفيفة المليئة بالطاقة مثل مزيج المكسرات مع الشوكولاتة وألواح الطاقة والمشروبات الرياضية.  يمكن أن يكون الماء أيضًا عظيم الأهمية، لذا فإن الأجزاء المهمة من مخزن المخيم تتضمن الكلور أو مطهرات المياه القائمة على اليود فضلًا عن المشروبات المخلوطة لحجب نكهة المعالجة الكيميائية.
غالبًا ما يتم تصميم الوصفات مع مراعاة التخطيط والتحضير المنزلي بشكل كبير، مع خلط مكونات معينة في المنزل ثم طهيها في الطريق؛ لبلوغ هذه الغاية، هناك عدد من موفِّري الأطعمة المجففة بالتجميد، سواء المكونات أو الوجبات الكاملة، إلى الأسواق الخارجية، والوجبات السريعة التي تضيف الماء فقط (بما في ذلك الحبوب الساخنة والمعكرونة أو الأرز في الصلصة والحساء الفوري) من المتاجر الكبيرة تحظى بشعبية أيضًا. ومن جهة أخرى، يدعو بعض خبراء الحياة البرية إلى التموين بالجملة، حيث يتم إعطاء كل مسافر مجموعة مختارة من المكونات الخام ويعد وجبة من نقطة البداية على الطريق.

## الأساليب

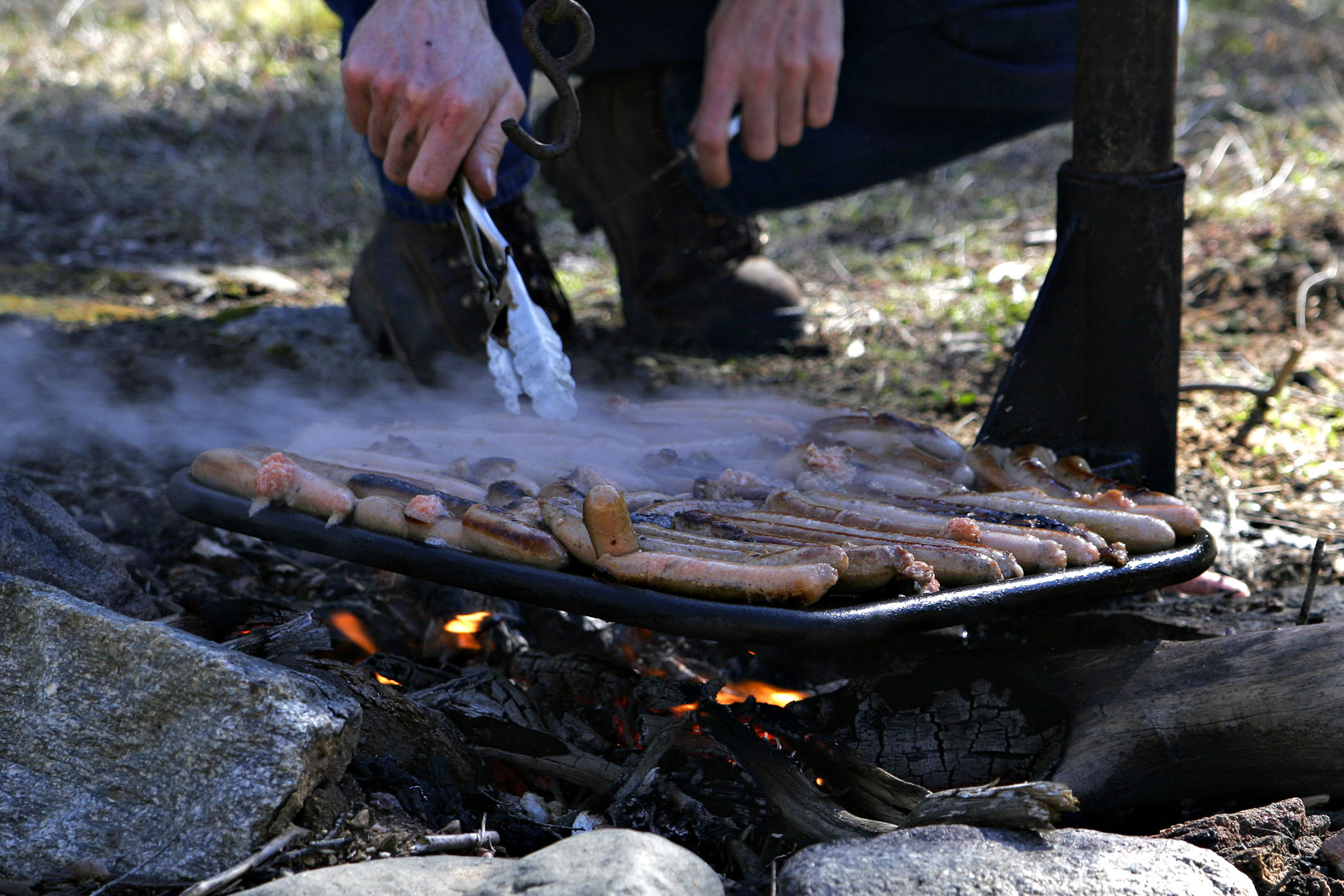
"النتوءات" الأسترالية (النقانق على الطريقة الإنجليزية) تطبخ على نار التخييم

تملي معظم عمليات الطهي في الهواء الطلق الأطعمة التي سيتم طهيها. المناقشات الخمسة الأولى أدناه، حول التسخين المباشر، والسلق، والقلي، والشوي، والتحميص، لعلها ستصف طرق الطهي المستخدمة في أغلب الأحيان في الطهي في الخارج. ستتطلب هذه التقنيات فقط أدوات بدائية ومنطقية. قد تكون الطرق الإضافية الموضحة أدناه موضع اهتمام فقط لـ «عشاق الطعام» الذين تنطوي اهتماماتهم في الهواء الطلق لتناول وجبات الطعام فاخرة. قد تتطلب هذه الأساليب المتقدمة معدات أو تقنيات إضافية.

### الحرارة بصورة مباشرة
الطريقة الأكثر تقليدية للطهي في الهواء الطلق (وهي بالفعل أقدم شكل من أشكال الطهي التي عرفتها البشرية) هي بوساطة إشعال النار. يمكن استخدام إشعال النار لطهي الطعام من خلال عدد من التقنيات. لا تختلف تقنيات الطهي على نار التخييم عن تلك المستخدمة في الطبخ اليومي قبل اختراع المواقد أو حيث لا تزال المواقد غير متوفرة. الأفراد المتجولين في منطقة تسمح بجمع الحطب قد يقررون الطهي على نار المخيم لتجنب الحاجة إلى حمل معدات إضافية؛ ومع ذلك، فإن معظم الطهي بإشعال النار يتم خارج الأراضي البرية.
قد يكون طهي الطعام بإشعال النار أمرًا صعبًا لمن لم يعتادوا ذلك؛ وكذلك، نظرًا لخطر التلف الناتج عن الحرائق، فإن حرائق المخيمات غير قانونية في العديد من المناطق، لذلك يفضل العديد من المخيمين استخدام موقد محمول بدلاً من ذلك.